# Абрикосов, Степан Николаевич
Степа́н Никола́евич Абрико́сов (Степан Николаевич Николаев) (1737, с. Троицкое, Казанская губерния — 1812, Москва) — российский предприниматель, родоначальник торгово-промышленной династии, основавшей кондитерскую фабрику в Москве (1804).

## Биография
Будучи крепостным помещицы села Троицкого статской советницы А. П. Левашовой, поставлял к её столу лакомства и сладости. В 1804 году с позволения помещицы переселился с семьёй из села Троицкого в Москву на оброк, где открыл бакалейную торговлю и стал выпускать варенье и пастилу из абрикосов в созданной семейной мастерской. Позднее выкупил вольную, зарегистрировался московским купцом 3-й гильдии Семёновской слободы. Изначально был известен как Степан Николаев. Прозвище, а затем и фамилию Абрикосов получил за искусство изготовления сладостей из абрикосов. 
После смерти С. Н. Абрикосова семейный кондитерский бизнес был продолжен сыном Иваном, а после банкротства последнего — возобновлён внуком Алексеем.

## Семья
Жена — Фёкла Ивановна. Дети:
- Иван (1790/92 — 1848)[1].
- Василий (1791—1848).
- Дарья[8].

## Комментарии
1. ↑  С 1780 года — в Чембарском уезде Пензенского наместничества / губернии[1]; ныне с. Максимовка в Каменском районе Пензенской области.
2. ↑  В конце XIX века — Товарищество А. И. Абрикосова сыновей, ныне — Кондитерский концерн «Бабаевский»[1].
3. ↑  В 1811 году[5][7]; по другим данным[3] — фамилия дана потомкам в октябре 1814 года.